# Далёкие странники
«Далекие странники» (кит. упр. 山河令, пиньинь Shānhé lìng) — китайский телесериал, снятый по одноимённому роману режиссёрами Чэн Чжи Чао и Джонс Ма. В главных ролях Чжан Чжэхань и Гун Цзюнь. Сериал транслировался на Youku с 22 февраля по 5 мая 2021 года.

## Сюжет
Двадцать лет назад великими воинами был убит демон по имени Жун Сюань. Ходят слухи, что после него остался огромный склад с оружием, заполучив который можно стать всемогущим. Но чтобы этот склад открыть, нужно найти части лазурного диска. Поэтому сейчас все, у кого есть какая-то власть, хотят заполучить их. Наемник Чжоу Цзышу работал на организацию, защищавшую Императора. Но потеряв брата, Цзышу уходит в отставку. Вскоре он встречает Вэнь Кэсина, — таинственного странника, с которым они станут близкими друзьями и отправятся на поиски лазурного диска.

## В ролях
| Актер        | Персонаж    | Описание |
| ------------ | ----------- | --- |
| Чжан Чжэхань | Чжоу Цзышу  | Первый глава организации наемных убийц «Окна небес», подчиняющейся Императору. Высококвалифицирован в боевых искусствах, мастерски владеет навыком маскировки. Хитростью покинул организацию и теперь путешествует по миру под маской обычного неприметного человека. |
| Гун Цзюнь    | Вэнь Кэсин  | Загадочный мужчина, увязавшийся за Чжоу Цзышу. |
| Сунь Силунь  | Чжан Чэнлин | Единственный оставшийся в живых представитель влиятельной семьи Чжан. Был поручен старым знакомым его отца Чжоу Цзышу, который должен доставить его в безопасное место.                                                                                               |
| Чжоу Е       | Гу Сян      | Служанка Вэнь Кэсина, которая выросла под его опекой. Хорошо владеет боевыми навыками. |
| Ма Вэньюань  | Цао Вэйнин  | Ученик ордена Цинфэн Цзянь, только недавно вышедший из уединенной медитации. По воле случая встречается с Чжоу Цзышу и Вэнь Кэсином. Влюблен в Гу Сян. |

## Производство
В июне 2020 года были объявлены главные актёры Чжан Чжэхань и Гун Цзюнь вместе с продюсерской командой. Сериал снимался с 3 июня по 23 сентября в Hengdian World Studios.

## Скандал
Из-за споров вокруг исполнителя главной роли, Чжан Чжэханя, сериал был удален из Youku в августе 2021. В настоящее время «Далекие странники» доступны только на потоковых платформах за пределами материкового Китая (Netflix, Amazon Prime Video, YouTube-канал Youku и др.).